# Bitoman
Bitoman une série de films amateurs français, réalisés par Alex Pilot entre 1994 et 2005.

## Synopsis
La série Bitoman raconte les exploits d'une bande de super-héros niçois, les Bitomans (avec TranspireMan, et l’homme qui dort dans la Juke) contre des ennemis divers et variés.
Ces petits films amateurs parodient les sentaï, des séries télévisées japonaises pour les enfants, avec comme thème récurrent les « méchants qui veulent détruire le monde parce qu'ils sont méchants et des gentils qui veulent tuer le méchant parce qu'ils sont gentils et parce qu'il faut bien des héros ».

## Épisodes
[réf. souhaitée]
1. (Sans nom) (1994) - 5'
2. Poubellator se rebiffe (1994) - 20'
3. La nouvelle génération (1994) - 30'
4. La menace (première partie, 1995) - 17'
5. La menace (deuxième partie, 1995) - 22'
6. L'ultime combat (1995) - 16'
7. Shin Densetsu Bitoman Z (jamais diffusé, 1995) - 21'
8. Et l'aventure continue! (1996) - 22'
9. La quête de la Larme d'Or (1996) - 27'
10. Les Bitomans au royaume des morts (1997) - 22'
11. Transmutation! La grande bataille de Gomibako 13 (1998) - 30'
12. Otaku Senshi Bitoman Vs. Uchu Sentaï Bitorangers (1999) - 35'
13. Bitoman millenium (2000) - 32'
14. Cosplay Fever (2005) - 44'

### Hors-séries
Deux clips musicaux mettant en scène Mathias de la série Embrasse-moi Lucile ont été montés et diffusés sur Game One. Les textes et les musiques sont des productions originales.[réf. nécessaire]
- Enrôlez-moi
- La légende de Mathias

## Production
Les épisodes de la série durent en moyenne 20 minutes, certains allant jusqu'à plus de 35 minutes.

### Musiques
Le Bitosband, composé d'acteurs participant à Bitoman, a édité 3 CDs musicaux vendus lors des conventions ou par correspondance.[réf. nécessaire]
- Dramatic Master Vol.1 (1998 ?)
- Dramatic Master Vol.2 (1999 ?)
- Mathias l'album (2000)

Les génériques des épisodes 12 et 13 ont été écrits et chantés par Olivier Fallaix sur des instrumentales de musiques d'animés.

## Influence
La série Bitoman inspira d'autres personnes à créer des productions de films amateurs.
On peut citer Fabien Fournier fondant avec des amis la Funglisoft, Simon Brochard créant les Capoué Fighters, Ruddy Pomarede avec les Guardians, ou encore Une case en moins (comme l'avouera Davy Mourier lors d'un épisode de l'émission 101% sur la chaîne Nolife).
Cette série a également inspiré des personnalités comme Jean-Baptiste Soufron, d'ailleurs remercié dans Bitoman no 11. Elle a aussi influencé le développement de France Five, avec des équipes désormais devenus des professionnels de l'audiovisuel,.